# Renzo Moschini
Renzo Moschini (Pisa, 11 maggio 1935) è uno scrittore e politico italiano.

## Biografia
Esponente del Partito Comunista Italiano, è stato eletto presidente della Provincia di Pisa nel 1970. Riconfermato alle elezioni del giugno 1975, rassegnò le dimissioni all'inizio dell'anno successivo, lasciando l'amministrazione provinciale a Gioiello Orsini. Successivamente è stato deputato per tre legislature, restando in carica dal 1976 al 1987.
Esperto di parchi nazionali, tema sul quale ha pubblicato diversi libri, dirige la collana «Aree naturali protette» delle Edizioni ETS.